# جایزه بزرگ ایتالیا ۱۹۹۲
جایزه بزرگ ایتالیا ۱۹۹۲ (انگلیسی: ‎1992 Italian Grand Prix‎)، که به‌طور رسمی با نام جایزه بزرگ پایونیر ایتالیا ‎۶۳o‎ شناخته می‌شود، یک مسابقهٔ موتوری در رشتهٔ اتومبیل‌رانی فرمول یک بود که در تاریخ ۱۳ سپتامبر ۱۹۹۲ در پیست ناتزیوناله مونتزا واقع در مونتزا، لمباردی، ایتالیا برگزار شد. این گراند پری در میان ۱۶ گراند پری در فصل ۱۹۹۲، مسابقهٔ شمارهٔ ۱۳ بود.
در این مسابقه که در ۵۳ دور و به مسافت ۳۰۷٫۴۰۰ کیلومتر (۱۹۱٫۰۱۰ مایل) برگزار شد، پول پوزیشن توسط نایجل منسل کسب شد و سریع‌ترین زمان برای طی یک دور پیست که برابر با ۱:۲۶٫۱۱۹ بود نیز توسط نایجل منسل به ثبت رسید.
آیرتون سنا از تیم مک‌لارن-هوندا، مارتین براندل از تیم بنتون-فورد و میشائیل شوماخر از تیم بنتون-فورد به‌ترتیب مقام‌های اول تا سوم مسابقه را کسب کردند.

## رده‌بندی قهرمانی پس از مسابقه
| جایگاه | راننده         | امتیاز |
| ------ | -------------- | ------ |
| ۱      | نایجل منسل     | ۹۸     |
| ۲      | میشائیل شوماخر | ۴۷     |
| ۳      | آیرتون سنا     | ۴۶     |
| ۴      | ریکاردو پاتریس | ۴۶     |
| ۵      | گرهارد برگر    | ۲۷     |
| منبع:  |                |        |

| جایگاه | سازنده       | امتیاز |
| ------ | ------------ | ------ |
| ۱      | ویلیامز-رنو  | ۱۴۴    |
| ۲      | بنتون-فورد   | ۷۴     |
| ۳      | مک‌لارن-هوندا | ۷۳     |
| ۴      | فراری        | ۱۶     |
| ۵      | لوتوس-فورد   | ۱۱     |
| منبع:  |              |        |

یادداشت
- تنها پنج جایگاه نخست از هر رده‌بندی نمایش داده شده‌است.